# Tutupaca
El Tutupaca és un volcà de la regió de Tacna al Perú. Forma part del segment peruà de la Zona Volcànica Central, un dels diversos cinturons volcànics dels Andes. Tutupaca consta de tres volcans superposats formats per colades de lava i cúpules de lava fetes d'andesita i dacita, que van créixer sobre roques volcàniques més antigues. El més alt d'aquests és de 5.815 m d'altitud i va ser glacera en el passat.
Diversos volcans del Perú han estat actius en els últims temps, inclòs el Tutupaca. El seu vulcanisme és causat per la subducció de la placa de Nazca sota la Placa sud-americana. Un d'aquests volcans es va esfondrar fa temps, probablement el 1802, generant una gran allau de runes amb un volum que probablement superava els 0,6- 0,8 km3 i un flux piroclàstic. L'erupció associada va ser una de les més grans del Perú de les quals hi ha registres històrics. El volcà es va activar fa uns 700.000 anys, i l'activitat va continuar fins a l'Holocè, però inicialment no estava clar si hi va haver erupcions històriques; algunes erupcions es van atribuir, en canvi, al volcà Yucamane menys erosionat. El govern peruà té previst supervisar el volcà per a activitats futures. Tutupaca presenta manifestacions geotèrmiques amb fumaroles i aigües termals.

## Tradició oral
La gent de Candarave considerava que Tutupaca era una muntanya "dolenta", mentre que Yucamane era la "bona"; això pot reflectir que el Tutupaca va tenir erupcions volcàniques recents. El geògraf peruà Mateo Paz Soldán va dedicar una oda al Tutupaca.